# Miss Sixty

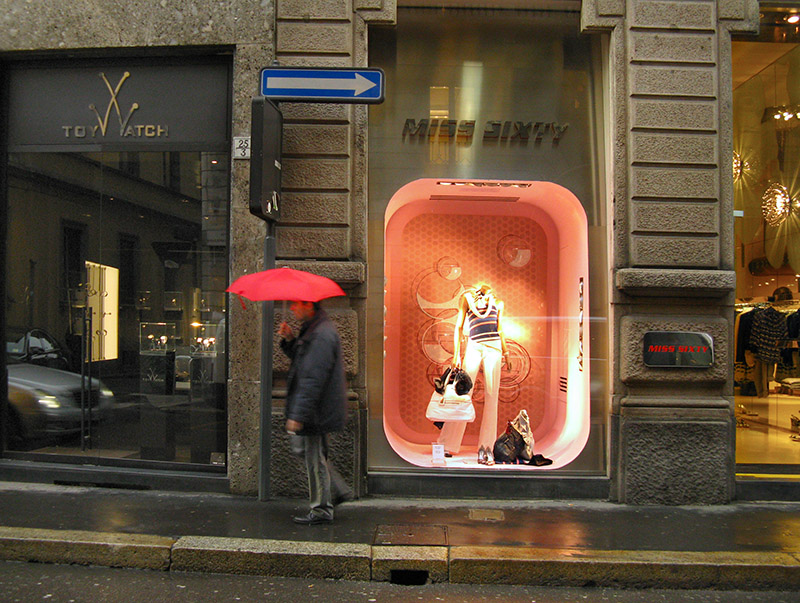
Một cửa hàng Miss Sixty

Miss Sixty là một nhãn hiệu sản phẩm thuộc tập đoàn thời trang Sixty Group. Sixty Group được thành lập năm 1990 và được chính thức quảng bá vào 1991. Nhãn hiệu này nhanh chóng thu hút sự chú ý quốc tế và thiết lập thương hiệu đầu tiên tại Mỹ vào năm 1992.
Năm 1993, Sixty Group được vận hành tốt đến mức thực tế đã gần như đạt được thương hiệu Murphy & Nye (một nhãn hiệu thời trang có tiếng khác tại Mỹ). Thành công này được duy trì tới năm 1999, tuy nhiên đó là trước khi cửa hàng duy nhất thương hiệu của Miss Sixty được mở cửa. Trái lại, cửa hiệu Miss Sixty mở tại London lại rất thành công.
Năm 2000, Miss Sixty bước thêm một bước tiến khi tung ra dòng sản phẩm giày của riêng mình. Sau đó, dòng kính mắt hiệu Miss Sixty ra mắt năm 2002, theo ngay sau đó là dòng trang phục trẻ em năm 2004.
Thương hiệu này tiếp tục lên tới đỉnh cao trong vài năm trở lại đây. Năm 2005, Miss Sixty cộng tác với Coty để tung ra sản phẩm nước hoa mới. Trong cùng năm đó, nhãn hiệu này cũng hợp tác với những công ty khác để cho ra nhãn hiệu trang sức và đồ da. Một năm sau. Miss Sixty ra mắt trang phục lót và đồ đi biển cùng CSP.
Ngày nay, thương hiệu này được trình diễn tại bảo tàng Guggenheim, New York,Mỹ; đồng thời thực hiện show diễn thời trang đầu tiên tại New York vào năm 2006. Tổng cộng, Miss Sixty đã thuê hơn 1.500 nhân viên và được đánh giá rất cao tại sàn diễn thời trang thế giới. Nhãn hiệu này được biết đến nhờ chất lượng và sự phóng khoáng trong thiết kế cũng như cách tiếp cận thời trang độc đáo duy nhất và đẳng cấp sáng tạo của mình. Nhờ vậy, mỗi dòng sản phẩm được đánh giá là có đặc điểm nhận dạng và cá tính riêng, điều này tạo nên sự khác biệt so với những nhãn hiệu thời trang khác.